# Улица Сарьяна (Ереван)
Улица Сарьяна (арм. Սարյան փողոց) — улица в Ереване, в центральном районе Кентрон, проходит от проспекта Месропа Маштоца как продолжение улицы Мовсеса Хоренаци и за улицей Туманяна переходит в улицу Московян. Часть, вместе с улицами Агатангелоса, Московян, М. Хоренаци и Ханджяна охватывающего центр города дорожного кольца. Популярный туристический маршрут. На улице проходит традиционный двухдневный фестиваль «Винные дни Еревана», в эти дни улицу закрывают для транспортных средств.

## История
Современное название в честь выдающегося армянского советского художника Мартироса Сарьяна (1880—1972). Ранее — часть улицы Московян

## Достопримечательности
Союз композиторов Армении
д. 3 — Дом-музей Мартироса Сарьяна

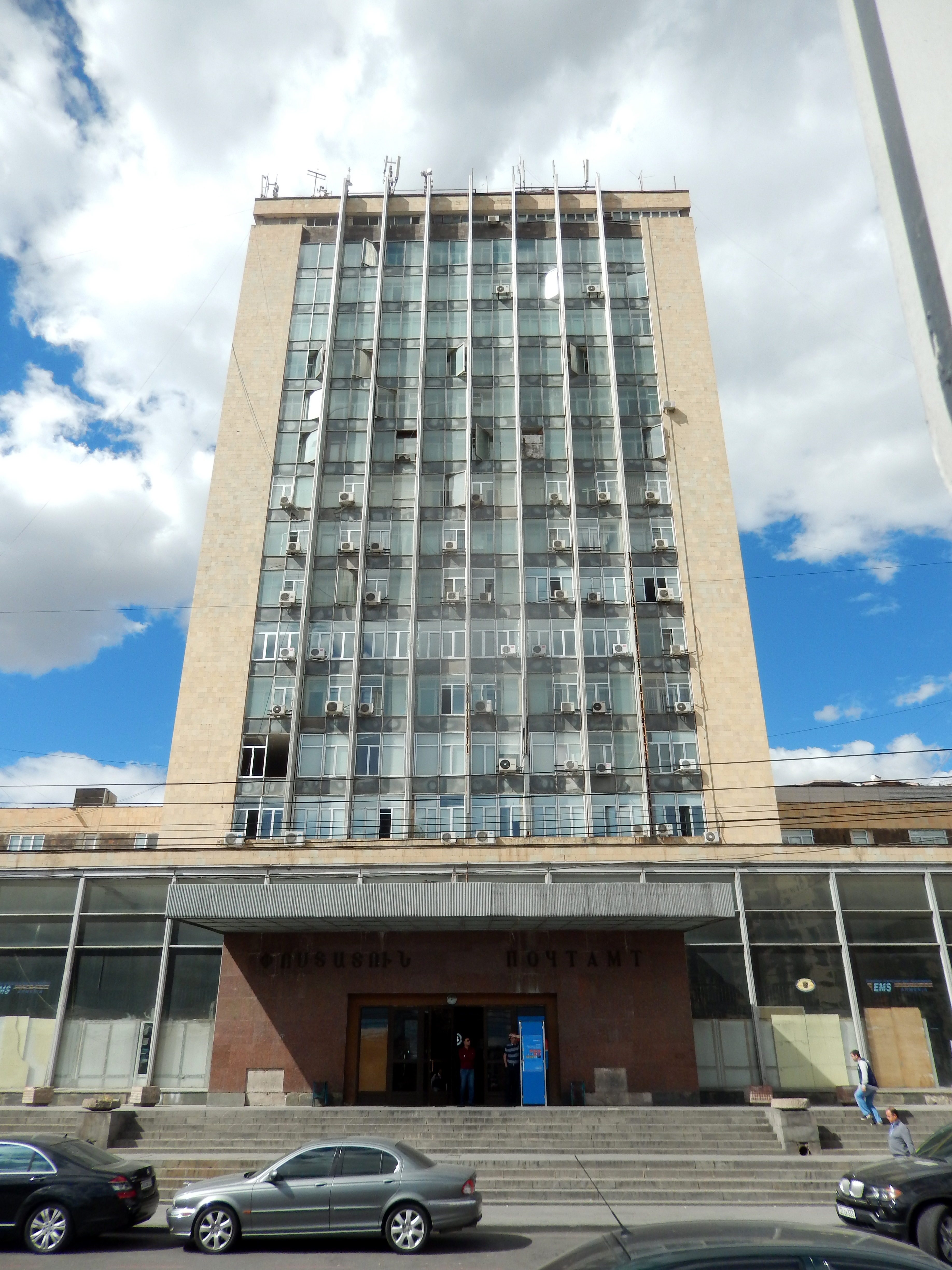
Головной офис ЗАО «Айпост»

д. 22 — головной офис ЗАО «Айпост» (ЗАО «Армпочта», Почта Армении).
д. 23 — Лицей имени Андраника Маргаряна

## Известные жители

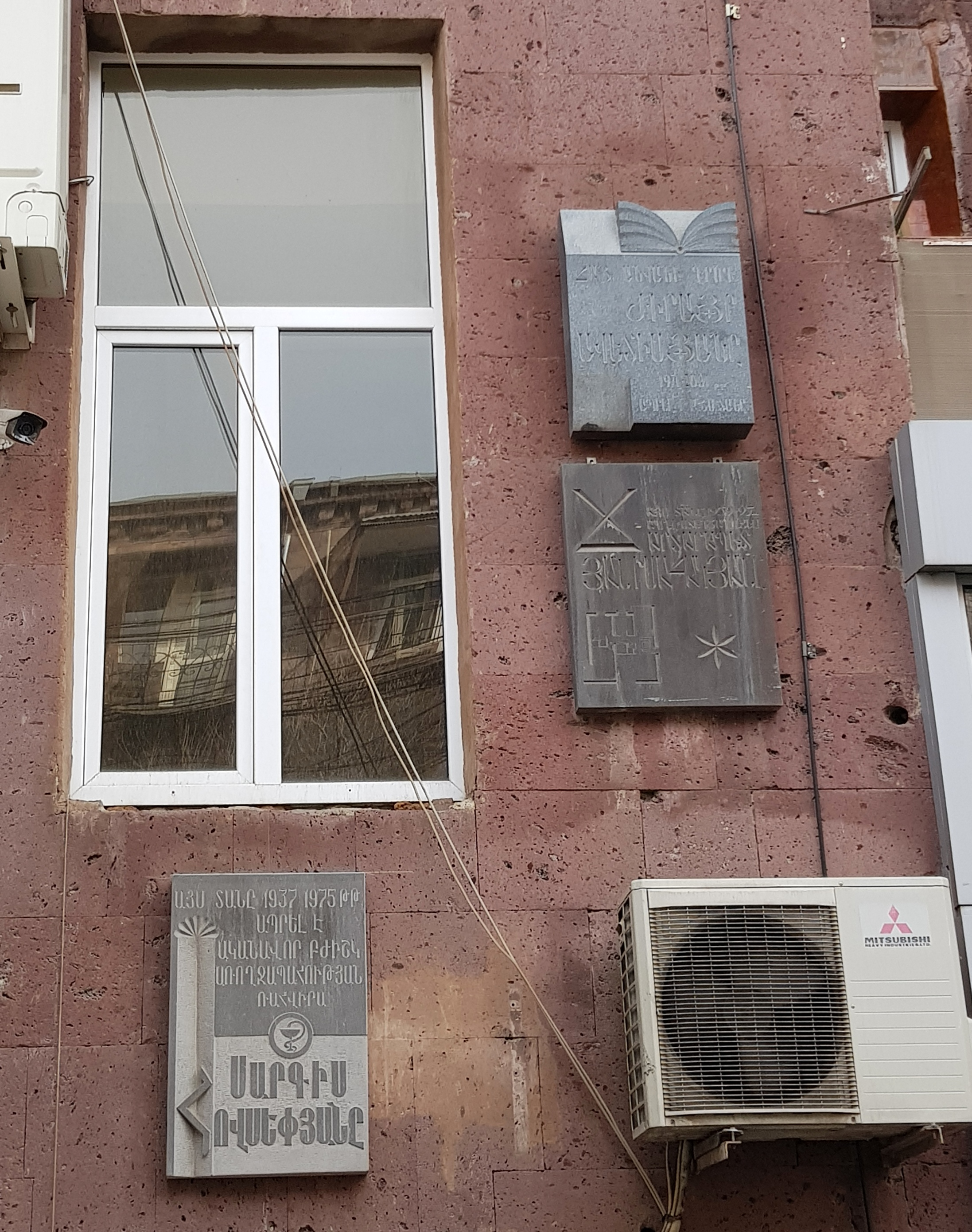
Мемориальные доски на д. 19. Верхняя — Ж. Аветисян, ниже — Ян Исаакян, слева — Саркис Овсепян

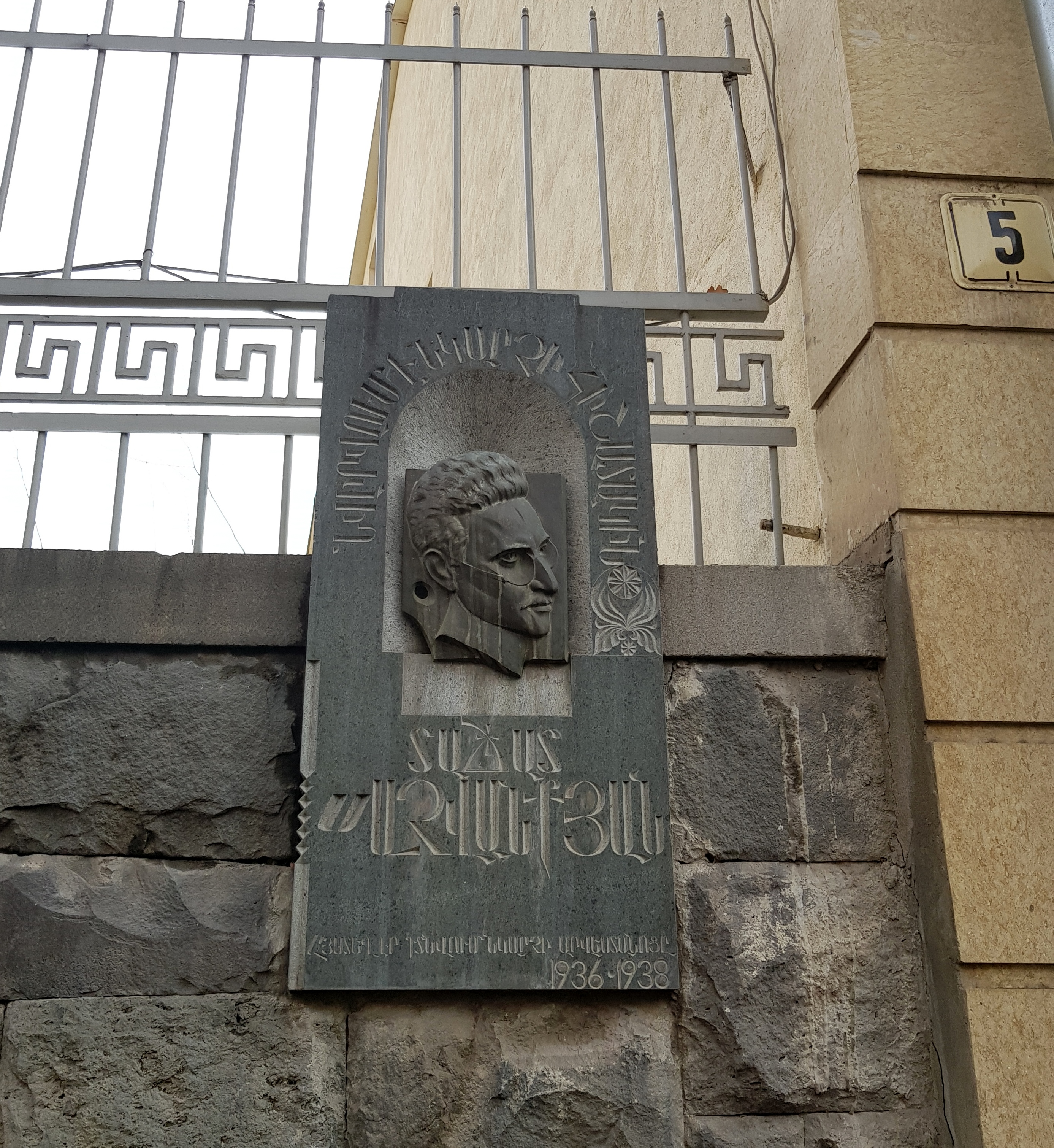
мемориальная доска
Т. Хачванкяну

д. 5 — Тачат Хачванкян (мемориальная доска)
д. 11 — Вараздат Арутюнян (мемориальная доска)
д. 19 — Жирайр Аветисян, Ян Исаакян, Саркис Овсепян (мемориальные доски)